# キタサンショウウオ属
キタサンショウウオ属（キタサンショウウオぞく、Salamandrella）は、両生綱有尾目サンショウウオ科に分類される有尾類。

## 分布
カザフスタン北部、中華人民共和国北東部、朝鮮民主主義人民共和国北部、日本（釧路湿原）、国後島、色丹島、モンゴル、ロシア

## 形態
四肢を胴体に沿って前肢（および指）を後方へ後肢（および趾）を前方に伸ばしても肋条1つぶんの間隔が空き接することはない。後肢の趾は4本。
前頭骨と頭頂骨との間に細長い隙間（頭頂骨間隙）がある。前顎骨と鼻骨との間に隙間（前顎泉門）がない。染色体数は2n=42。
産卵直後の卵嚢は薄青色。幼生のまま越冬せず、当年で変態する。

## 分類
49,000,000年前にタカネサンショウウオ属Batrachuperusやリュウサンショウウオ属Liuaと共通の祖先から分化したと推定されている。
キタサンショウウオのみで本属を構成することが多かったが、沿海州の個体群を卵嚢の形状、アロザイムやゲノムサイズなどの分子系統学的解析からエンカイシュウキタサンショウウオS. trydactylaとして独立種とする説が有力。
- Salamandrella keyserlingii キタサンショウウオ
- Salamandrella tridactyla エンカイシュウキタサンショウウオ